# Pere Pelfort
Pere Pelfort (Reus, 1850 - segle XX) va ser un periodista i polític català.
Era fill del també anomenat Pere Pelfort, un militar liberal comandant de les forces isabelines a l'Espluga de Francolí que va lluitar contra Maties de Vall el 1835 i que el 1843 era tinent de la Milícia Nacional a Reus. D'idees liberals, va fundar, juntament amb el seu amic Joaquim Maria Bartrina el Club Republicà Federal el març de 1869, on Bartrina actuava de secretari. Es va formar una junta interina que va ser presidida per Tomàs Lletget, un escriptor republicà, metge i polític, compromès amb el positivisme. El Club era un fòrum de discussió i decisió dels republicans federals reusencs sobre qüestions polítiques. Soci de l'entitat Centre de Lectura, era un dels col·laboradors del seu portaveu Eco del Centro de Lectura, on hi escrivia de forma freqüent el 1870. També el 1870 va impartir uns cursos sobre Història Universal al Centre de Lectura, juntament amb Bartrina, Tomàs Lletget i Josep Güell i Mercader. El mestratge de Güell sobre Bartrina, Pere Pelfort, Josep Lletget, fill de Tomàs Lletget, i Josep Martí Folguera (de qui Güell traduí la novel·la Lo caragirat al castellà) són ben evidents a la breu memòria que dedicà als anys revolucionaris i al diari La Redención del Pueblo: […] “Los colaboradores mas asiduos del periodico fueron Bartrina y Pelfort (Pedro), Lletget (José) y Juan Sotorra y Cartañá, pero solo el primero y segundo tenian vocacion de periodistas. Bartrina i Lletget, jóvenes de 20 años ardorosos hasta lo inconveniente muchas veces no podian avenirse á las trabas que á su entusiasmo yo oponia, y en Junio de 1869 fundaron un periodico semanal titulado El Mosquito".
Pere Pelfort havia estat nomenat secretari municipal per l'alcalde republicà Plàcid Bassedes Saludes, càrrec del que va dimitir com a protesta quan es va iniciar la Restauració, cosa que va donar pas a un alcalde conservador, Marià Pons, i a la recuperació del càrrec de secretari per part de Marià Fonts Fortuny, destituït a la proclamació de la República. Pelfort, el 6 de gener de 1874 era president del Comitè Republicà Democràtic Federal de Reus, just als dos dies del cop d'estat del general Pavía. Fidel a les seves idees republicanes va ser durant un temps breu, director de El Clamor del Pueblo, un diari republicà democràtic que va sortir de setembre a desembre de 1874, quan va ser suspès.
Va dirigir la tercera època de La Redención del Pueblo, iniciada l'agost de 1889, i més endavant se'n va fer càrrec de la direcció el manresà Maurici Fius. L'aparició d'aquesta tercera època va ser causada per unes discussions ideològiques entre el Comitè Republicà Històric de Reus i el periòdic Las Circunstancias, sobre si s'havia de fer coalició amb els republicans federals o amb els liberal-dinàstics i els conservadors. La Redención del Pueblo del dia 13 d'agost, el número 1 de la tercera època, deia en una nota signada pel president del comitè Joan Vilella: "Este comité pone en conocimiento de todos sus correligionarios, que habiendo acordado destituir del cargo de director de Las Circunstancias a don Teodoro Salvadó, y a causa de haber este señor opuesto dificultades acerca de la propiedad de dicho periódico, ha dispuesto publicar La Redención del Pueblo (3a época) y declarar a esta publicación órgano del partido en esta ciudad, retirando a Las Circunstancias en el caso de que siguiera publicándose, toda representación del partido". Quan les desavinences es van arreglar, pel mes de desembre de 1890, van comportar la desaparició definitiva de La Redención del Pueblo. El 1890 quan encara era director de La Redención, va tenir un violent incident amb Luís Rojo, redactor de El Federal. Aquell mateix any es va passar al Partit Conservador.